# Carola-Bibiane Schönlieb

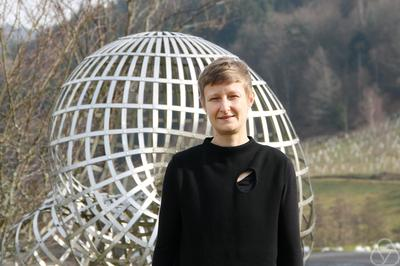
Carola-Bibiane Schönlieb, 2018

Carola-Bibiane Schönlieb (* 21. Dezember 1979 in Wien) ist eine österreichische Mathematikerin, die sich mit Bildanalyse, Bildverarbeitung und partiellen Differentialgleichungen befasst.

## Leben
Schönlieb studierte an der Universität Salzburg mit dem Diplom 2004, war Assistentin in Salzburg und an den Universitäten Wien (ab 2005) und Cambridge (Department of Applied Mathematics and Theoretical Physics, ab 2008). 2009 wurde sie bei Peter Markowich an der Universität Cambridge mit dem Thema Modern PDE Techniques for Image Inpainting promoviert. Als Post-Doktorandin war sie an der Universität Göttingen (Institut für Numerische und Angewandte Mathematik). 2010 wurde sie Lecturer und 2015 Reader in Cambridge (DAMTP) und 2011 Fellow des Jesus College. Seit 2015 ist sie Direktorin des Cantab Capital Institute for the Mathematics of Information (CCIMI) der Universität Cambridge und seit 2016 Co-Direktorin des EPSRC Centre for Mathematical and Statistical Analysis of Multimodal Clinical Imaging (CMIH) der Universität Cambridge. 2016 wurde sie Fellow beim Alan Turing Institute. Sie leitet die Cambridge Image Analysis Group und ist Co-Leiterin des Images Network der Universität Cambridge.
Sie befasst sich unter anderem mit der Verwendung von partiellen Differentialgleichungen höherer Ordnung (höher als zweiter Ordnung), um beschädigte Bilder zu vervollständigen aus Informationen der Umgebung (Image Inpainting). Sie finden zum Beispiel in der Rekonstruktion von alten digitalisierten Bildern von Kunstwerken Anwendung (wie mittelalterlichen Fresken). Schönlieb befasst sich auch mit weiteren Methoden zur Bildanalyse und -verarbeitung (wie Beseitigung von Rauschen, Gebietszerlegungsmethoden, Variationsverfahren) und allgemein mit partiellen Differentialgleichungen höherer Ordnung, wie der Cahn-Hilliard-Gleichung (benannt nach John W. Cahn).

## Auszeichnungen
- 2016: Whitehead-Preis
- 2016: Fellow des Alan Turing Institute
- 2017: Philip Leverhulme-Preis
- 2022: Ehrendoktorat der Universität Klagenfurt

## Schriften
- Partial Differential Equation Methods for Image Inpainting. Cambridge Monographs on Applied and Computational Mathematics 29, Cambridge University Press 2015.
- mit B. Düring, M.-T. Wolfram (Hrsg.): Gradient flows: from theory to application. ESAIM Proc. Surveys No. 54, EDP Sciences, 2016.